# Amaranthus tucsonensis
Amaranthus tucsonensis är en amarantväxtart som beskrevs av James Solberg Henrickson. Amaranthus tucsonensis ingår i släktet amaranter, och familjen amarantväxter. Inga underarter finns listade i Catalogue of Life.